# Liste der Kulturgüter in Stadel bei Niederglatt
Die Liste der Kulturgüter in Stadel bei Niederglatt enthält alle Objekte in Stadel bei Niederglatt im Kanton Zürich, die gemäss der Haager Konvention zum Schutz von Kulturgut bei bewaffneten Konflikten, dem Bundesgesetz vom 20. Juni 2014 über den Schutz der Kulturgüter bei bewaffneten Konflikten sowie der Verordnung vom 29. Oktober 2014 über den Schutz der Kulturgüter bei bewaffneten Konflikten unter Schutz stehen.
Objekte der Kategorie A sind im Gemeindegebiet nicht ausgewiesen, Objekte der Kategorie B sind vollständig in der Liste enthalten, Objekte der Kategorie C fehlen zurzeit (Stand: 1. Januar 2023). Unter übrige Baudenkmäler sind weitere geschützte Objekte zu finden, die im Verzeichnis der Objekte von überkommunaler Bedeutung der kantonalen Denkmalpflege zu finden und nicht bereits in der Liste der Kulturgüter enthalten sind.

## Kulturgüter
| Foto | | Objekt                                                                          | Kat. | Typ | Standort                                  | Beschreibung |
| ---- | --- | ------------------------------------------------------------------------------- | ---- | --- | ----------------------------------------- | ------------ |
| ja   | Datei hochladen · Wikidata zu Stadlerberg / Chüemilziflue, Wallanlage unbekannterZeitstellung (Q29933106) | Stadlerberg / Chüemilziflue, Wallanlage unbekannter Zeitstellung KGS-Nr.: 07658 | B    | F   | 676690 / 265860                           |              |
| BW   | Datei hochladen · Wikidata zu Windlach, Zehntenspeicher mit Kellerhals (1655) (Q29933108)                 | Zehntenspeicher mit Kellerhals KGS-Nr.: 07659                                   | B    | G   | Windlach, Dorfstrasse 17a 677948 / 266019 |              |
| ja   | Datei hochladen · Wikidata zu Reformierte Kirche (Q29933104)                                              | Reformierte Kirche KGS-Nr.: 12682                                               | B    | G   | Chilenweg 7 677360 / 264556               |              |
| ja   | Datei hochladen · Wikidata zu Löwenbrunnen (Q29933103)                                                    | Löwenbrunnen KGS-Nr.: 12738                                                     | B    | K   | Dorfplatz 677324 / 264691                 |              |

## Übrige Baudenkmäler
| ID       | Foto |                 | Objekt                                                  | Kat.    | Typ | Standort                                         | Beschreibung |
| -------- | ---- | --------------- | ------------------------------------------------------- | ------- | --- | ------------------------------------------------ | ------------ |
| 10000038 | ja   | Datei hochladen | Bauernhaus mit Waschhaus, Wohnteil                      | B kant. | G   | Zürcherstrasse 9, 9a 677466 / 264664             |              |
| 10000039 | ja   | Datei hochladen | Waschhaus                                               | C       | G   | Zürcherstrasse 9a.1 677476 / 264679              |              |
| 10000047 | ja   | Datei hochladen | Trafostation B 26 Turm                                  | B reg.  | G   | Chofelstrasse 677373 / 264588                    |              |
| 10000048 | ja   | Datei hochladen | Ehemaliges Bauernhaus                                   | B reg.  | G   | Chofelstrasse 2–4 677337 / 264625                |              |
| 10000071 | ja   | Datei hochladen | Bauernhaus                                              | C       | G   | Bachserstrasse 9 677256 / 264653                 |              |
| 10000106 |      | Datei hochladen | Zum Falmen, ehemaliges Bauernhaus                       | C       | G   | Bergstrasse 4 677114 / 264663                    |              |
| 10000116 | ja   | Datei hochladen | Ehemaliges Bauernhaus                                   | C       | G   | Bachserstrasse 10 677252 / 264696                |              |
| 10000118 | ja   | Datei hochladen | Bauenhausensemble mit Bäckerei / Fabrikgebäude mit Büro | C       | G   | Bachserstrasse 6 677302 / 264707                 |              |
| 10000121 | ja   | Datei hochladen | Speicher / Pulverturm                                   | B kant. | G   | Kaiserstuhlerstrasse 677322 / 264728             |              |
| 10000124 | ja   | Datei hochladen | Ehemaliges Bauernhaus mit Scheune                       | B reg.  | G   | Kaiserstuhlerstrasse 5/Turmweg 1 677309 / 264765 |              |
| 10000132 | ja   | Datei hochladen | Altes Landarzthaus / Feuerwehrgebäude                   | C       | G   | Kaiserstuhlerstrasse 17 677350 / 264932          |              |
| 10000139 | ja   | Datei hochladen | Speicher                                                | C       | G   | Neuwisstrasse 677400 / 265065                    |              |
| 10000174 | ja   | Datei hochladen | Ehemaliges Bauernhaus, Alterswohnheim                   | C       | G   | Hinterdorfstrasse 5 677503 / 264725              |              |
| 10000327 |      | Datei hochladen | Altes Schulhaus von 1824                                | C       | G   | Windlach, Chällbach 2 677950 / 266061            |              |
| 10000386 |      | Datei hochladen | Ehemaliges Bauernhaus, Hausteil 1                       | B reg.  | G   | Windlach, Im Birchi 3 677938 / 266117            |              |
| 10000388 |      | Datei hochladen | Ehemaliges Bauernhaus, Hausteil 2                       | B reg.  | G   | Windlach, Im Birchi 5 677932 / 266100            |              |
| 10000484 |      | Datei hochladen | Zentralschule Stadel, Schulhaus-Erweiterung             | B reg.  | G   | Kaiserstuhlstrasse 54 677474 / 265548            |              |
|          | ja   | Datei hochladen | Infanteriebunker Stadel 1 A 5353                        | B kant. | G   | 678834 / 265633                                  |              |
|          | ja   | Datei hochladen | Infanteriebunker Stadel 1: Centi A 5583/A 5584          | B kant. | G   | 678823 / 265621                                  |              |
|          | ja   | Datei hochladen | Infanteriebunker Stadel 4 A 5350: Centi A 5585          | B kant. | G   | 677273 / 265277                                  |              |
|          | ja   | Datei hochladen | Gelände-Panzer-Hindernis GPH66 / Stahlspinne            | B kant. | G   | 677250 / 265325                                  |              |
|          | ja   | Datei hochladen | Panzerbarrikade mit Einsteckelement T 2727.04           | B kant. | G   | Grundstrasse 677950 / 265250                     |              |
|          | ja   | Datei hochladen | Panzerbarrikade mit Einsteckelement T 2727.05           | B kant. | G   | Grundstrasse 678340 / 265370                     |              |
|          | ja   | Datei hochladen | Panzerbarrikade mit Einsteckelement T 2727.07           | B kant. | G   | Grundstrasse 678740 / 265570                     |              |
|          | ja   | Datei hochladen | Infanteriebunker Stadel 3 A 5351                        | B kant. | G   | Grundstrasse 677900 / 265150                     |              |
|          | ja   | Datei hochladen | Infanteriebunker Stadel 2 A 5352                        | B kant. | G   | Grundstrasse 678200 / 265270                     |              |

Legende: Im Wesentlichen siehe Legende der Liste der Kulturgüter von nationaler und regionaler Bedeutung, mit folgenden Ausnahmen:
- Anstelle der KGS-Nummer wird als Objekt-Identifikator (ID) die Inventarnummer im Verzeichnis der Objekte von überkommunaler Bedeutung des kantonalen Denkmalschutzamtes verwendet.
- Bei den Kategorien wird wie folgt unterschieden: B kant. = Objekt von kantonaler Bedeutung (Kanton Zürich); B reg. = Objekt von regionaler Bedeutung (Kanton Zürich).